# Sistema tributario de Panamá
El sistema tributario de Panamá  es el conjunto de tributos, que son exigidos por los distintos niveles de Gobierno en Panamá. De acuerdo con lo establecido en la Constitución se distinguen dos subsistemas tributarios: el estatal y el local, y un régimen especial para la Autoridad del Canal de Panamá.

## Código Fiscal
El Código Fiscal de Panamá en Panamá es un compendio de la legislación local en materia fiscal o Hacienda Nacional. Fue aprobado mediante Ley 8 de 27 de enero de 1956 y publicado en la Gaceta Oficial 12995, el 29 de junio de 1956. El Código define la Hacienda Nacional como el conjunto de bienes, rentas, impuestos, acciones y servicios pertenecientes al Estado y se divide en bienes nacionales y el Tesoro Nacional.

## Historia

### 1903 - 1999
El sistema tributario de Panamá se remonta desde el inicio de la República cuando fue elaborado el Código Fiscal por la Comisión Codificadora y aprobada por la Asamblea Nacional en 1916.
Entre 1916 y 1956, el código fiscal sufrió modificaciones a su articulado por numerosas leyes y finalmente fue derogado mediante la Ley 8 de 1956.
Esta misma Ley adoptó un nuevo Código Fiscal.

### 2000 - 2009
En el 2005, durante la administración del presidente Martín Torrijos se promulgó la Ley 6 de 2005
Asamblea Nacional (Panamá) (2005). «Ley 6 de 2005 (de 2 de febrero) que implementa un programa de equidad fiscal.». Gaceta Oficial (25232). p.1.
En septiembre de 2009 se promulga la Ley 49 en la cual se reforma el Código Fiscal principalmente en:Asamblea Nacional (Panamá) (2009). «Ley 49 de 2009 (de 17 de septiembre) que reforma el Código Fiscal y adopta otras medidas fiscales.». Gaceta Oficial (26370-C). p.1.
1. se establece una nueva tabla progresiva del impuesto de inmueble sobre la suma del valor del terreno y la mejora construida si la hubiere así:

### 2010 - 2019
En marzo de 2010 se promulga la ley 8 en la cual se reforma el código fiscal principalmente en:
Asamblea Nacional (Panamá) (2010). «Ley 8 de 2010 (de 15 de marzo) que reforma el Código Fiscal, adopta medidas fiscales y crea el Tribunal Administrativo Tributario». Gaceta Oficial (26489-A). p.1.
1. la reducción del impuesto escalonado a las personas naturales (a partir del 1 de enero de 2010)
2. la derogación de gastos deducibles y reducción de deducciones básicos de personas naturales (a partir del 1 de julio de 2010)
3. la reducción escalonada del impuesto sobre la renta a personas jurídicas (a partir del 1 de enero de 2010)
4. el pago anticipado o adelanto del impuesto sobre la renta equivalente al 1% del total de los ingresos gravables de cada mes a personas jurídicas (a partir del 1 de enero de 2011)
5. nuevas reglas sobre los dividendos
6. el aumento del impuesto sobre transferencia de bienes muebles y servicios (ITBMS)
7. se crea el Tribunal Administrativo Tributario
8. otras disposiciones en materia fiscal

## Principios del sistema tributario de Panamá
De acuerdo a la Constitución, no se establecerá impuesto o contribución para el ejercicio de las profesiones liberales y de los oficios y las artes. Esta misma Constitución añade que nadie está obligado a pagar contribución ni impuesto que no estuvieren legalmente establecidos y cuya cobranza no se hiciere en la forma prescrita por las leyes.
Los impuestos y contribuciones nacionales, así como aranceles y tasas del régimen aduanero son establecidos al expedirse leyes por el Órgano Legislativo en el gobierno local, la aprobación o eliminación de impuestos, contribuciones, derechos y tasas es función del Órgano Legislativo.
La Ley procurará que todo impuesto grave al contribuyente en proporción directa a su capacidad económica o contributiva.

## Sistema tributario estatal
El Estado y las otras entidades públicas descentralizadas son los protagonistas del sector público no financiero (SPNF), que tiene como objeto la ejecución de fondos públicos encaminados a satisfacer el bien común.  Para realizar estos objetivos, el Estado necesita ingresos para financiar estos gastos públicos y se obtienen a través de ingresos corrientes: tributarios, no tributarios y de ingresos de capital.
En Panamá el marco legal y normativo que define el sistema tributario y fiscal está compuesto por leyes, decretos y normas emitidas a lo largo de la vida Republicana así:
1. Constitución Política de la República de Panamá
2. El Código Fiscal, que incluye las leyes que regulan cada tributo
3. Ley del Presupuesto General del Estado
4. Los reglamentos que desarrollan las leyes tributarias

La actual estructura del sistema tributario en Panamá está compuesto por impuestos directos e indirectos.  Estos ingresos tributarios junto a los ingresos no tributarios componen los ingresos corrientes que a su vez conjuntamente con los ingresos de capital componen el presupuesto general del Estado.

### Impuestos directos
Los impuestos directos bajo los ingresos tributarios y corrientes del Estado se dividen en «impuestos sobre la renta» e «impuestos sobre la propiedad y el patrimonio».

#### Impuestos sobre la renta
1. Persona Natural
2. Persona Jurídica
3. Planilla
4. Dividendos
5. Complementario
6. Autoridad del Canal
7. Zona Libre de Colón
8. Ganancia por enajenación de valores
9. Ganancia por enajenación de bienes inmuebles
10. Ganancia por enajenación de bienes muebles

#### Impuestos sobre la propiedad y el patrimonio
1. Sobre inmuebles:  En la más reciente modificación del Código Fiscal que entró a regir en el año 2019, las tarifas del impuesto de inmueble se redujeron en forma significativa.  Se creó una figura para reducir en forma significativa el impuesto de inmuebles de las viviendas.
Antes de esa fecha, el porcentaje aplicable a los inmuebles según el artículo 766 del Código Fiscal era:
| Tasa sobre el valor del terreno y la mejora construida | Sobre el Excedente de | Hasta la suma de |
| 1.75%                                                  | $30.000               | $50.000          |
| 1.95%                                                  | $50.000               | $75.000          |
| 2.10%                                                  | $75.000               | ---              |

1. Avisos de operación de empresas 2% con un mínimo de $100.00 y un máximo de $60,000.00. Para la Zona Libre de Colón y cualquier zona libre o área libre establecida pagarán 0.5% con un mínimo de $100.00 y un máximo de $50,000.00
2. Seguro Educativo 1.25% para las personas naturales asalariadas, 1.50% como carga patronal para las personas jurídicas que son patronos y 2.75% para las personas naturales comerciantes o independientes.

### Impuestos indirectos
- Transferencia de bienes muebles y servicios (ITBMS)

1. Importación
2. Declaración-Ventas

- Transferencia de bienes inmuebles(ITBI)

- Importación

1. Tabaco y sus manufacturas
2. Licores en general y timbres
3. Instrumentos científicos de medición y control
4. Comestibles o animales y vegetales
5. Grasas y aceites animales y vegetales
6. Maquinaria Industrial y Agrícola
7. Maquinaria de escribir y calculadoras
8. Radios, fonógrafos y accesorios
9. Refrigeradoras y accesorios
10. Autos accesorios y llantas
11. Aceite y grasas minerales
12. Artículos de caucho
13. Muebles de madera y metal
14. Productos Químicos
15. Metales en general
16. Maderas en general

- Producción, venta y consumo selectivo

1. Prima de seguros
2. Consumo de combustible y derivados de petróleo
3. Consumo de cerveza
4. Consumo de Licores
5. Consumo de vinos
6. Venta de Gaseosas
7. Consumo varios
8. Joyas y armas de fuego
9. Televisión, cable, microonda, teléfono celular
10. Juegos de suerte y azar

- Sobre actos jurídicos

1. Timbres Nacionales
2. Declaración-Timbres

- Otros impuestos indirectos

1. Bancos y casas de cambio
2. Licencias comerciales y profesionales

## Sistema tributario local

### Municipios
Los fondos municipales provienen de las siguientes fuentes de ingreso:
1. El producto de sus áreas o ejidos lo mismo que de sus bienes propios.
2. Las tasas por el uso de sus bienes o servicios.
3. Los derechos sobre espectáculos públicos.
4. Los impuestos sobre expendio de bebidas alcohólicas.
5. Los derechos, determinados por la Ley, sobre extracción de arena, piedra de cantera, tosca, arcilla, coral, cascajo y piedra caliza.
6. Las multas que impongan las autoridades municipales.
7. Las subvenciones estatales y las donaciones.
8. Los derechos sobre extracción de madera, explotación y tala de bosques.
9. El impuesto de degüello de ganado vacuno y porcino que se pagará en el Municipio de donde proceda la res.
10. El impuesto de inmuebles.
11. Las demás que señalen las leyes.

## Manejo Aduanal
Todos los paquetes que entran al país y deben pasar por la Aduana están sujetos al pago de impuestos. La tarifa de Manejo Aduanal se cobra de acuerdo al valor CIF del paquete.
| Valor CIF del paquete  | Tarifa                       |
| ---------------------- | ---------------------------- |
| Póliza Consolidada     |                              |
| Hasta $100             | $5.00                        |
| De $101 a $300         | $10.00                       |
| $301 a $1,000          | $25.00                       |
| $1,001 en adelante     | $45.00                       |
| Póliza Individual      |                              |
| Hasta $5,000           | $45.00                       |
| De $5,001 a $10,000    | $65.00                       |
| De $10,001 en adelante | $65.00 + 0.15% del Valor CIF |

Fuente:Tarifas
Valor CIF = Valor de la factura del paquete + Costo del transporte + Seguro
Toda mercancía arriba de $2,000 valor CIF paga una tasa de $70 al gobierno además de los impuestos de importación. Paquetes con valor CIF menor a $50 consignado a una persona natural son exonerados de impuestos de importación.

## Presupuesto general del Estado
De acuerdo a la Constitución, el presupuesto general del Estado tiene carácter anual y contiene la totalidad de los ingresos del sector público incluyendo las entidades autónomas, semiautónomas y empresas estatales.  Así mismo, se preseptúa que no se podrán eliminar o modificar leyes relativas a ingresos, sin que al mismo tiempo se establezcan nuevas rentas sustitutivas o se aumenten ingresos en leyes existentes.
En el año 2009, el presupuesto general del Estado incluye bajo los ingresos o rentas el total de ingresos corrientes y de capital, incluyendo los de gestión institucional, del Gobierno Central, de las instituciones descentralizadas, de las empresas públicas, y de los intermediarios financieros.

### Estructura de los ingresos en el presupuesto general del Estado
Los ingresos en el presupuesto general del Estado siguen la siguiente estructura:
| Código          | Detalle                                                   | Nivel |
| 0.55.0.0.0.0.00 | Gobierno Central                                          | 1     |
| 0.55.1.0.0.0.00 | == Ingresos Corrientes                                    | 2     |
| 0.55.1.1.0.0.00 | === Ingresos Tributarios                                  | 3     |
| 0.55.1.1.1.0.00 | ==== Impuestos Directos                                   | 4     |
| 0.55.1.1.1.1.00 | ===== Sobre la Renta                                      | 5     |
| 0.55.1.1.1.1.01 | ======> Persona Natural                                   | 6     |
| 0.55.1.1.1.1.02 | ======> Persona Jurídica                                  | 6     |
| 0.55.1.1.1.2.00 | ===== Sobre la propiedad y patrimonio                     | 5     |
| 0.55.1.1.1.2.01 | ======> Inmuebles                                         | 6     |
| 0.55.1.1.1.2.02 | ======> Avisos de operación de empresas                   | 6     |
| 0.55.1.1.1.4.00 | ===== Seguro Educativo                                    | 5     |
| 0.55.1.1.1.4.01 | ======> Seguro Educativo                                  | 6     |
| 0.55.1.1.2.0.00 | ==== Impuestos Indirectos                                 | 4     |
| 0.55.1.1.2.1.00 | ===== Transferencia de bienes muebles y servicios (ITBMS) | 5     |
| 0.55.1.1.2.1.01 | ======> Importación                                       | 6     |
| 0.55.1.1.2.1.02 | ======> Declaración-Ventas                                | 6     |
| 0.55.1.1.2.2.00 | ===== Importación                                         | 5     |
| 0.55.1.1.2.2.01 | ======> Tabaco                                            | 6     |
| 0.55.1.1.2.2.01 | ======> Licores en general                                | 6     |
| 0.55.1.1.2.4.00 | ===== Producción, Venta y Consumo                         | 5     |
| 0.55.1.1.2.4.01 | ======> Prima de Seguros                                  | 6     |
| 0.55.1.1.2.4.02 | ======> consumo de Combustible y derivados de petróleo    | 6     |
| 0.55.1.1.2.7.0  | ===== Sobre Actos Jurídicos                               | 5     |
| 0.55.1.1.2.7.02 | ======> Timbres Nacionales                                | 6     |
| 0.55.1.1.2.7.06 | ======> Declaración-Timbres                               | 6     |
| 0.55.1.2.0.0.00 | ==== Ingresos no Tributarios                              | 4     |
| 0.55.1.2.1.0.00 | ===== Renta de Activos                                    | 5     |
| 0.55.1.2.2.0.00 | ===== Participación en utilidades de empresas             | 5     |
| 0.55.1.2.3.0.00 | ===== Transferencias corrientes                           | 5     |
| 0.55.1.2.4.0.00 | ===== Tasas y Derechos                                    | 5     |
| 0.55.1.2.5.0.00 | ===== Contribución de mejoras                             | 5     |
| 0.55.1.2.6.0.00 | ===== Ingresos varios                                     | 5     |